# Zentrales Testamentsregister

Logo

Das Zentrale Testamentsregister (ZTR) dient der Ermittlung von notariell beurkundeten und amtlich verwahrten, erbfolgerelevanten Urkunden in der Bundesrepublik Deutschland. Nachlassgerichte können so im Sterbefall schnell und dann wie vom Testierenden gewünscht entscheiden. Die erbfolgerelevanten Urkunden, wie Testamente und Erbverträge, werden durch Gerichte und Notare als Melder registriert.

## Allgemeines
Die Bundesnotarkammer errichtet und betreibt das weitgehend elektronisch geführte Register als Körperschaft des öffentlichen Rechts, dieses hat seine Tätigkeit am 1. Januar 2012 aufgenommen. Bis Ende 2016 gab es eine Übergangsfrist, in der deutsche Standesämter ihre bisherigen Karteikarten aus der Testamentskartei digitalisiert dem ZTR zukommen lassen sollten. In der am 18. Juli 2011 veröffentlichten Testamentsregisterverordnung (BGBl. I, S. 1386) hat das Bundesministerium der Justiz die Einzelheiten zur Einrichtung und zum Betrieb des ZTR geregelt.
Nach § 78c Satz 3 der Bundesnotarordnung (BNotO) in Verbindung mit § 7 Absatz 3 Satz 1 der Testamentsregister-Verordnung (ZTRV) teilt die Registerbehörde im Falle des Todes des Erblassers dem nach § 343 FamFG zuständigen Nachlassgericht mit, welche Verwahrangaben im ZTR enthalten sind und welche Verwahrstelle sie benachrichtigt hat, und übersendet die Sterbefallmitteilung.

## Überführung der Testamentsverzeichnisse
Bestehende Verwahrnachrichten mussten aus den über 5.000 Verzeichnissen der Standesämter und der Hauptkartei für Testamente (Amtsgericht Schöneberg / Berlin) (Testamentskartei) elektronisiert und in das Zentrale Testamentsregister überführt werden. Dies war wesentlicher Teil der Register-Inbetriebnahme und wurde in den Jahren 2012 bis 2016 durchgeführt.

## Zweck des Testamentsregisters
Der Gesetzgeber möchte mit dem Zentralen Testamentsregister die Modernisierung des Benachrichtigungswesens in Nachlasssachen vorantreiben.
Das Zentrale Testamentsregister dient sowohl dem öffentlichen Interesse an einer geordneten Nachlassabwicklung als auch dem privaten Interesse an einer schnellen Umsetzung des letzten Willens der verstorbenen Person. Mit dem Betrieb des Zentralen Testamentsregisters für Deutschland wurde die Bundesnotarkammer betraut.
Vor allem soll das Auffinden von notariell beurkundeten und amtlich verwahrten erbfolgerelevanten Urkunden gesichert werden. Die jeweilige Verwahrstelle wird dann hinsichtlich des Sterbefalls in Kenntnis gesetzt, so dass diese die entsprechenden Urkunden eröffnen und an das zuständige Nachlassgericht übersenden kann.
Über die Verwahrangaben hinaus werden den Nachlassgerichten weitere Informationen zur Verfügung gestellt werden, die zur Erfüllung ihrer gesetzlichen Aufgaben erforderlich sind. Die Nachlassgerichte erhalten auch Angaben dazu, ob Maßnahmen der Nachlasssicherung erforderlich sind.

## Inhalt
Erfasst werden Angaben zu amtlich verwahrten Testamenten, Erbverträgen oder sonstigen erbfolgerelevanten Urkunden. Registriert werden nur Informationen die erforderlich sind, um im Sterbefall eine registrierte Verfügung sicher und schnell aufzufinden. Nicht erfasst wird der Inhalt einer erbfolgerelevanten Urkunde.
Im Zentralen Testamentsregister werden registriert:
- Notariell beurkundete Testamente
- Handschriftliche Testamente in amtlicher Verwahrung
- Notariell beurkundete Erbverträge
- Sonstige notarielle Urkunden, die die Erbfolge beeinflussen können.

Hinsichtlich der zu speichernden Verwahrangaben sind insbesondere relevant (§ 1 ZTRV):
- Daten des Erblassers, darunter die Geburtsregisternummer bei Beurkundung der Geburt im Inland
- Angaben der Verwahrstelle (Amtsgericht oder Notar)
- Angaben zur Urkunde, bei notariellen Urkunden Angaben zum Notar

## Verfahren
Die relevanten Verwahrangaben werden bei notariellen Urkunden durch den Notar an das Zentrale Testamentsregister übermittelt. Wird ein handschriftliches Testament in die amtliche Verwahrung des Amtsgerichts gegeben, erfolgt die Meldung durch das Amtsgericht (§ 2 ZTRV). Die vergebene Verwahrnummer wird dem Melder mitgeteilt (§ 3 ZTRV) und auf dem Vermerkblatt zur Urkunde vermerkt. Bei Testamenten wird diese auch auf den Umschlag geschrieben. Dadurch erfolgt die Verknüpfung zwischen Meldung und physischer Urkunde.

## Elektronische Kommunikation, Aufbewahrung und Datenschutz
Meldungen, Bestätigungen, Benachrichtigungen, Registerabfragen und -auskünfte erfolgen grundsätzlich elektronisch § 9 Abs. 1 ZTRV. Die Registerbehörde bewahrt die Verwahrangaben betreffenden Dokumente und Sterbefallmitteilungen nur in elektronischer Form auf § 10 Abs. 1 ZTRV.
Das Register ist nur durch solche informationstechnische Netze zugänglich, die durch eine staatliche Stelle oder im Auftrag einer staatlichen Stelle oder einer juristischen Person des öffentlichen Rechts betrieben werden und mit dem Zentralen Testamentsregister gesichert verbunden sind. Die Registerbehörde kann weitere Zugangswege nur zulassen, sofern diese den datenschutzrechtlichen Anforderungen entsprechen § 12 Abs. 1 ZTRV.

## Gebühren
Für die Eintragung in das Zentrale Testamentsregister erhebt die Bundesnotarkammer eine Gebühr. Grundlage ist die Testamentsregister-Gebührensatzung (ZTR-GebS).